# 이 (성씨)
이(李)씨는 한국의 성씨이다. 이(李)씨는 대한민국에서 두 번째로 흔한 성씨이다.

## 개요
이(李)씨는 대한민국과 조선민주주의인민공화국에 있는 성씨로 대한민국에서는 두음법칙으로 이라고 표기하며, 조선민주주의인민공화국에서는 리라고 표기한다.

## 오얏나무 이 (자두나무 리) 李
이(李)씨는 2015년 대한민국 통계청 인구주택총조사에서 대한민국에 7,306,828명으로 조사되었다. 대한민국에서 두 번째로 인구가 많은 한국 성씨 인구 순위 2위이다. 본관은 문헌에 546본이 전해진다.
한국의 이(李)씨는 본관은 전주(全州), 경주(慶州), 성주(星州), 광주(廣州), 연안(延安), 한산(韓山), 전의(全義), 함평(咸平), 합천(陜川), 영천(永川), 벽진(碧珍), 고성(固城), 성산(星山), 여주(驪州), 인천(仁川), 원주(原州), 진보(眞寶), 평창(平昌), 재령(載寧), 덕수(德水), 양성(陽城), 함안(咸安), 광산(光山), 공주(公州), 청주(淸州), 신평(新平), 용인(龍仁), 영천(寧川), 학성(鶴城), 우봉(牛峰), 안성(安城), 고부(古阜), 수안(遂安), 흥양(興陽), 단양(丹陽), 하빈(河濱), 홍주(洪州), 우계(羽溪), 장수(長水), 성산(星山), 청안(淸安), 청해(青海), 등에 546본이 전한다. 대게 박혁거세가 신라를 건국할 때 당시 경주 6부 중 알천 양산촌의 촌장이었던 이알평에서 유래된 경주 이씨를 근거로 하며, 다른 계통으로 이한을 시조로 하며 조선 왕조를 건국한 태조 이성계의 성씨인 전주 이씨와 중국 계통, 여진 계통, 베트남 계통 등이 있다. 심지어 김알지의 후손으로 경주 김씨에서 분적 된 광산 이씨, 가야 수로왕 계통의 허씨(許氏)에서 분리된 인천 이씨도 있다.

대한민국의 주요 성씨(KNSO, 2000)
김(金)
이(李)
박(朴)
최(崔)
정(鄭)
그 외

다음은 이(李)씨의 본관별 시조이다.

### 이알평계

#### 경주 이씨
경주 이씨(慶州 李氏) 시조는 신라의 건국 신화에 나오는 사로(斯盧) 6촌 중 알천양산촌(閼川楊山村)의 촌장으로 전해지는 표암공(瓢巖公) 알평(謁平)이다. 알평(謁平)은 6촌 촌장의 수장으로 화백회의를 주재하고 혁거세(赫居世)를 옹립하여 신라 건국의 원훈으로 좌명공신(佐命功臣)이 되었고, 아찬(阿粲)에 올랐다고 한다. 32년(유리이사금 9) 알천양산촌은 급량부(及梁部)로 개칭되었고, 이씨(李氏) 성(姓)을 사성(賜姓) 받았다고 한다.중시조는 소판(蘇判) 이거명(李居明)이다. 고려 말 익재(益齋) 이제현(李齊賢)의 묘지명에서 신라 말 소판(蘇判) 벼슬을 지낸 이거명(李居明) 이후의 세계가 기록되어 있어, 이거명을 1세로 기세(起世)하고 있다.

#### 합천 이씨
합천 이씨(陜川 李氏)의 시조는 이개(李開)이다. 이개(李開)는 신라 알천양산촌(閼川楊山村)의 촌장 알평(謁平)의 39세 후손이라고 한다..  그는 최치원의 문인으로 공부하면서 벼슬하여 강양군(江陽君, 합천의 고호)에 봉해졌다. 이개(李開)는 고려가 건국되자 절의를 지켜 고려 태조(918∼943)의 부름을 거절하여 가수현장(嘉樹縣長)으로 강등, 합천호장을 관적하였다.

#### 우계 이씨
우계 이씨(羽溪 李氏)의 시조는 이양식(李陽植)이다. 그는 고려 인종(재위, 1122년 ~ 1146) 때 중서사인좌복야를 지냈는데, 만년에 낙향하여 강릉(江陵) 우계현에 정착하였다. 
복선마늘 이형진 (李刑辰) 장군 (1818~1897)

#### 평창 이씨
평창 이씨(平昌 李氏) 시조 이광(李匡)은 고려 명종(明宗) 때 태사(太師)를 역임하고 광록대부(光祿大夫)로 추밀원부사(樞密院副使)에 올라 백오군(白烏君)에 봉해졌다고 한다. 8세손 이천기(李天驥)가 고려 말에 산기상시(散騎常侍)를 역임한 후 고려의 국운이 기울자 불사이군(不事二君)의 충절로 평창군(平昌君)에 봉해졌다고 한다. 2015년 인구는 80,607명이다.

#### 아산 이씨
아산 이씨(牙山 李氏)의 시조는 이주좌(李周佐)이다. 경주 이씨 이승훈(李承訓)은 고려 시대 평장사를 지냈고, 차자는 이주좌(李周佐)는 아산 이씨로 분적하였다. 이봉수는 신일기업(주) 회장이다. 이광수는 대한모방(주) 대표이사이다.

#### 재령 이씨
재령 이씨(載寧 李氏)는 시조는 이우칭(李禹偁)이다. 그는 경주 이씨의 시조 알평의 후손으로 고려 때 보조공신(補祚功臣)에 녹훈되고 문하시중을 역임하고, 재령군에 봉해졌다.

#### 원주 이씨 (신)
신 원주 이씨(原州 李氏)의 시조는 신라 개국공신 이알평의 47대손인 이신우(李申佑)이며, 중시조는 고려 말, 조선 초기의 문신인 이반계이다. 이신우가 원주백에 봉작된 이유로 경주 이씨에서 분관하여 원주 이씨로 하였다.

#### 장수 이씨
장수 이씨의 시조 이임간은 경주 이씨의 시조 알평의 51세손이며 중시조 이거명의 16세손이다. 그는 고려 때 장천부원군에 봉해졌고, 손자 이을진이 장천부원군에 추증, 습봉함으로써 본관을 장수로 하여 분관하였다.

#### 진주 이씨
진주 이씨(晋州 李氏)의 시조(始祖)는 조선 초에 이조 판서(吏曹判書)를 지낸 이군자(李君子)이다. 소판공(蘇判公) 거명(居明: 경주 이씨의 시조)의 18세손인 군자는 조선(朝鮮) 태조(太祖) 때 이조 판서(吏曹判書)로 왕(王)에게 직간(直諫)을 하다가 성천(成川)으로 유배(流配)되어 그 곳에서 정착 세거(定着世居)하며, 대제학(大提學)을 사임(辭任)하고 고향인 진주(晋州)로 내려가 있는 형 영자를 생각하며 본관(本貫)을 진주(晋州)로 삼았다고 한다.

#### 울산 이씨
울산 이씨(蔚山李氏)의 시조 이철(李哲)은 고려 고종(高宗) 때 삼중대광(三重大匡)으로, 문하시중(門下侍中) 판전리사사(判典理司事)에 올랐으며 거란의 침입을 격퇴한 공을 세워 학성군(鶴城君)에 봉해졌다. 이철은 경주 이씨 중시조 이거명의 15세손이다.

#### 성주 이씨
성주 이씨(星州 李氏)는 시조는 이순유(李純由)이다. 그는 본래 경주 이씨였으나, 신라가 고려에 항복하자 충절을 지켜 고려 초기, 나라에 관적하지 않고, 지금의 성주읍 경산동(京山洞)에 옮겨 정착하였다.

### 이한계

#### 전주 이씨
전주 이씨(全州 李氏)는 전북특별자치도 전주시에 토착해 온 집안이다. 시조 이한(李翰)은 신라 문성왕 때 사공(司空)을 지냈다. 16세손 이의방은 무신정권을 수립자이다. 목조 이안사 아버지 17세손 이양무 장군은 태조 이성계의 5대조이다. 18세손 목조(穆祖) 이안사(李安社)는 전주에서 삼척으로 이주하였다고 하고, 19세손 익조(翼祖) 이행리(李行里), 20세손 도조(度祖) 이춘(李椿), 21세손 환조(桓祖) 이자춘(李子春)을 거쳐, 22세손 태조(太祖) 이성계(李成桂)가 조선을 개국하였다.
전주 이씨는 크게 태조의 고조부인 목조 이안사의 이전 세대에서 분파한 선원선파와 목조 이안사의 후손에서 분파한 선원세계를 합해 모두 123파이다.

#### 하빈 이씨
하빈 이씨(河濱 李氏)의 시조는 이거(李琚)이며 전주 이씨 평장사공파(平章事公派)의 파조이기도 하다. 1174년, 고려 명종(1170∼1197) 4년에 조위총(趙位寵)이 거병하여 정중부(鄭仲夫)와 이의방(李義方)등의 난을 평정할 때 최균(崔均)을 따라, 공을 세우고 하빈군(경북 달성)에 봉해졌다.

#### 대흥 이씨
대흥 이씨(大興 李氏)의 시조는 이연계(李連桂)는 고려 말기에 예문관제학(藝文館提學)과 이부상서(吏部尙書)를 지냈다. 이연계는 태조 이성계와 재종간임에도 불구하고 불사이군의 절의를 굽히지 않고 끝까지 조선 개국을 반대하였다.

### 김알지계

#### 광산 이씨
광산 이씨(光山 李氏)는 이정(李靖)이 시조이다. 1856년 철종 7년 광주 증심사 선당에서 병진대동보(족보)를 발간하였는데 이 책은 상서공 순백, 한림공 숙백, 제학공 승백 삼조(三祖)의 후손을 모두 등재한 광산 이씨 유일의 대동보이다. 여기에서 시조가 이정(李靖)으로 정해졌다. 상서공의 후손인 이선제(李先齊)는 태종실록 편찬에 참여했고 고려사(考慮史) 개찬(改撰)을 관장했다.

### 가야계
허씨(許氏)에서 갈라져나온 이씨(李氏)는 허황후의 23세손인 아찬(阿飡) 허기(許奇)가 신라 경덕왕(景德王) 때 사신으로 당나라에 갔을 때 안록산의 난을 맞아 당 현종(玄宗)을 호위한 공으로 황제(皇帝)의 성(姓)인 이씨(李氏)를 사성(賜姓) 받은 것을 유래한다.

#### 인천 이씨
인천 이씨(仁川 李氏)의 시조는 이허겸이다. 고려 현종(재위, 1009∼1031) 때 상서좌복야를 지냈다. 고려 현종의 장인인 김은부는 이허겸의 사위였으며, 손자인 이자연의 딸이 고려 문종의 후궁이 되면서 이후 4대에 걸쳐 왕비와 후궁을 배출하였다. 인물로는 고려조 난을 일으킨 이자의(李資義)과 이자겸(李資謙), 일제 강점기 군인 이두황이 있다. '경원 이씨' 혹은 '인주 이씨'라고도 한다.

#### 양산 이씨
양산 이씨(梁山 李氏)의 시조는 이만영이다. 고려 말기에 문과에 급제하여 이조 판서를 지냈다. 그리고 그의 아들 이전생(李全生) 역시 고려 말기에 문과에 급제, 1371년(공민왕 20) 순찰사가 되어 각 고을을 순시할 때 양산에 이르러 하북면 초산리에 자리를 잡고 살았으며, 조선 태종 때 공조 전서, 예조 전서, 중추부 영사 등을 지내고 양산부원군(梁山府院君)에 봉해졌기 때문에 후손들이 본관을 양산으로 삼게 되었다.

#### 흥양 이씨
흥양 이씨(興陽 李氏)의 시조는 이언림(李彦林)이다. 고려 의종 때 상서우복야(尙書右僕射) 등 요직을 역임한 후 흥양(興陽)[현 전라남도 고흥군]으로 낙향하여 살았다. 이에 후손들이 흥양을 본관으로 하였다. 한편 7세손 이길(李吉)은 문과에 올라 봉상대부(奉常大夫) 통례문 부사(通禮門副使)에 이르렀는데, 충혜왕 때 흥양군(興陽君)에 봉해져 흥양을 관향으로 하사받았다고도 한다.

### 중국 계통

#### 고성 이씨
고성 이씨(固城 李氏)의 상조는 한나라 한무제 때 중서사인(中書舍人) 이반(李槃)이다. 중시조는 이반의 24세손인 이황(李璜)으로, 고려 때 밀직부사를 역임하고 1033년 거란이 침입했을 때 공을 세워 고려 문종(재위, 1019~1083) 때 호부상서에 올라 철령군에 봉해져, 후손들은 그를 1세조로 하고 본관을 고성으로 하였다.

#### 상주 이씨
상주 이씨(尙州 李氏)의 시조는 중국 허베이성(하북성) 출신 이민도(李敏道)이다. 그는 원나라 한림학사로 있다가 자국의 난을 피해, 고려 공민왕 때 귀화하였다. 이민도는 본래 중국의 농서 이씨였는데, 태조는 그를 총애하여 직헌(直憲)이라는 시호를 내렸으며, 조선인으로 동화시키기 위해 왕명으로 본관을 농서 이씨에서 상주 이씨로 개칭하게 하였다.

#### 안악 이씨
- 안악 이씨(安岳 李氏)의 시조 이진(李震)은 농서(隴西) 사람으로 한나라 한무제 때 낙랑태수(樂浪太守)를 지냈다.
- 충청/강원파 중시조 이극규(李極奎)양악태수(楊岳太守)로 고려(高麗) 태조(太祖)를 도와 고려개국공신(高麗開國功臣)으로 양산백 (楊山伯)에 봉해지고 양산(楊山)을 식읍(食邑)으로 하사(下賜)받아 그곳에서 정착 세거(定着世居)하면서 본관(本貫)을 양산(楊山)으로 하여 세계(世系)를 계승(繼承)해왔다.
- 영남파 중시조 이견(李堅)은 고려 공민왕 때 검교(檢校) 문하대승(門下大丞) 상장군(上將軍)을 지냈다. 이견의 아들 이정림(李挺林)이 황해도 안악군에 정착하였다.

#### 안성 이씨
- 안성 이씨(安城 李氏)의 시조 이중선(李仲宣) 은 송나라 농서 이씨 청륜계 출신으로 1048년경인 송경력간에 송나라 사신으로 고려에 온 뒤 고려 문종의 요청으로 세자 세손의 사부가 되었고 고려 문종조에 초관 경군호장으로 있으면서, 치민선정(治民善政)의 공을 세우고 거듭 천거되어 문하시중(門下侍中)에 천지(遷至)되었으며 자의의 난 때，왕국모와 더불어 이자의(李資義)의 역모를 평정하고 사직의 위태로움을 도운 훈업으로 삼중대광태사(三重大匡太師)에 승진하고，삼한벽상공신으로 좌명됨 과 동시에 백하군(白夏君)으로 책봉 되었다.

#### 연안 이씨
연안 이씨(延安 李氏)의 시조는 당나라 장군 이무(李茂)이다. 그는 660년 나당(羅唐) 연합군의 중랑장(中郞將)으로 소정방(蘇定方)을 따라왔다가 백제를 평정한 뒤 황해도 연안후(延安候)에 봉해지고 신라에 정착하였다.

#### 양성 이씨
양성 이씨(陽城 李氏)의 시조는 송나라 사람 이수광(李秀匡)으로, 1,040년 송(宋)나라에서 금오위대장군 상주국의 작위를 받았고, 고려에 들어와 문종(1046~1083) 때 삼중대광보국(三重大匡輔國)에 이르렀으며, 거란과의 외교와 난을 평정하는데 공을 세워 양성을 식읍으로 받았다. 이순지(李純之)는 조선의 천문 학자이다.

#### 평산 이씨
평산 이씨(平山 李氏)의 선조는 중국 당(唐)나라 설인귀(薛仁貴)가 보낸 8명의 부하 가운데 한 사람으로 평산에서 사람들에게 예법을 가르쳤는데, 이름은 전하지 않는다. 중시조는 고려 때 밀직부사(密直府使)를 지낸 이자용(李子庸)이다.

#### 태안 이씨
태안 이씨(泰安 李氏)의 시조는 이기(李奇)이다. 그는 중국 당나라 때 인물 이승남(李昇南)의 후손으로, 고려 광종(재위, 949∼975) 때 난을 피해 동래하여, 태안에 정착하였다. 이기(李奇)의 7세손 이천(李?)이 태안부원군에 봉해져, 태안을 관향으로 하였다. 이회(李薈)는 역대제왕혼일강리도를 증수(增修)하여 팔도도(八道圖)를 그렸다.

#### 태원 이씨
태원 이씨(太原 李氏)의 시조 이귀지(李貴芝)는 송나라 때 중국 산서성 태원(太原)사람이다. 고려 충렬왕 때 난을 피해 귀화하였다. 손자 이방무(李芳茂)는 낭장(郞將)을 지내고 조선개국에 공을 세웠다. 그 후 북청으로 이주하여 조상들의 고향인 중국 태원을 본관으로 하였다.

#### 원주 이씨 (구)
원주 이씨(原州 李氏)의 시조는 신라 때 문하시중(門下侍中)을 지낸 이진민(李眞民)이며, 중시조는 고려 인종(1122~1146)과 의종 때 병부상서를 지낸 이춘계(李椿桂)이다. 원주 이씨의 선계(先系)는 중국 절서성에서 병난(兵亂)을 피하여, 원주(原州)에 정착하였다고 한다.

### 베트남 계통

#### 정선 이씨
정선 이씨(旌善 李氏)의 시조는 이양혼(李陽焜, 리 즈엉 꼰)이다. 그는 베트남 안남국 리왕조 인종(이건덕, 李乾德, 1072~1128)의 세째 아들이자, 5대 임금 신종(이양환, 李陽煥, 1128~1138)의 아우로 왕위를 다투다가 북송으로 망명하였고, 금나라의 공격으로 북송이 쇠하자 고려로 들아와 경주에 정착하였다. 2세손 이시두(李君郁)는 고려 인종(재위, 1122년~1146년)에 예의판서(족보)에 올랐고, 6세손 이의민(李義旼)은 무신정권을 수립, 종형 이희민(李羲旼)은 문하시중이 되었다. 9세손 이우원(李遇元)는 정선에 정착하여 본관을 정선으로 하였다. 고려 말 윤이-이초의 옥사에 희생된 이초는 이우원의 증손자였다.

#### 화산 이씨
화산 이씨(花山 李氏)의 시조는 이용상(李龍祥)이다. 그는 베트남의 안남국 리왕조(1009년~1225년)의 6대 왕 영종 이천조(李天祚, 재위, 1138~1175)의 아들이다. 안남국 리왕조 고종(1175~1210) 때 리씨 왕조에서 반란이 일어나자 배를 타고 황해도 화산으로 피신하였다.

### 몽고 계통

#### 임천 이씨
임천 이씨(林川 李氏)시조 이현(李玄)은 본래 위구르족으로, 홍건적의 난을 피하여 고려에 들어와 정착하였다. 그의 고향은 몽골과 러시아 국경 지역에 있는 설련하(셀렝가)라고 한다. 이현(李玄)은 고려 공양왕 때 명나라 남경(南京)을 다녀온 공으로 임천을 슥읍으로 받았다. 다른 위구르 귀화 성본으로는 설손(偰遜)을 시조로 하는 경주 설씨와 장순룡(張舜龍)을 시조로 하는 덕수 장씨가 있다.

### 여진 계통

#### 청해 이씨
청해 이씨(青海 李氏)는 시조는 여진족 출신인 이지란(李之蘭)이다. 본명은 쿠란투란티무르(古倫豆蘭帖木兒)이다. 이지란은 함경도에 거주하면서 이성계와 친밀하게 지내다가 이(李)씨 성을 득성하고 조선 개국에 공을 세워 개국 공신이 되었다.

#### 덕수 이씨
덕수 이씨(德水 李氏)는 충무공 이순신, 율곡 이이, 이행 등을 배출하였다. 충무공 이순신(李舜臣)의 세보에는 이양준(李陽俊)을 시조라고 하였다. 율곡 이이(李珥)의 세보에는 시조가 이돈수(李敦守)라고 하였다.

### 고부 이씨
고부 이씨(古阜 李氏)의 시조는 이경조(李敬祖)는 고려 문종(재위 1046~1083) 때 최충이 설립한 사학의 효시인 구재학당 출신으로 한림학사를 거쳐 문하평장사에 올랐다. 1071년(문종 25) 김제와 함께 서장관으로 송나라에 다녀왔으며 문종에서 숙종조에 이르기까지 5대를 섬긴 공으로추충보정공신(推忠輔靖功臣)에 녹훈되어 여산군(礪山君)에 봉해지고 벼슬이 검교좌정승에 이르렀다.

### 공주 이씨
공주 이씨(公州 李氏)의 시조 이천일(李天一)은 신라 초기 호족이다. 이저(李苧)는 고려(高麗)에서 대제학을 역임하고 화성부원군(花城府院君)에 봉해졌다.
양산 이씨는 공주 이씨의 31세 이백령에서 분파, 마찬가지로 수원 이씨는 공주 이씨의 34세 이자송에서 분파하여 세 성씨가 같은 동원이다.

### 광양 이씨
광양 이씨(光陽李氏)의 시조 이무방(李茂芳, 1319년 ~ 1398년)은 고려 충목왕 때 과거에 급제하여 전교교감(典校校勘)에 오르고, 공민왕 초년에 외직으로 나가 순창군(淳昌郡)을 다스렸다. 그 뒤 민부상서(民部尙書)·대사헌을 거쳐 추충좌명공신(推忠佐命功臣)의 호를 받았고, 이어 밀직학사(密直學士)로 승진하였다. 창왕이 즉위한 뒤 검교문하시중(檢校門下侍中)에 올랐고, 공양왕 때는 추충여절찬화공신(推忠礪節贊化功臣)이 되었다. 조선이 건국된 뒤 광양부원군(光陽府院君)에 봉해졌다. 시호는 문간(文簡)이다.

### 광주 이씨
광주 이씨(廣州 李氏)의 시조는 이당(李唐)이다. 아들 이집(李集)은 신돈(辛旽)과 대립하여 영천으로 피신하였다가 신돈(辛旽)이 주살된 후 판전교시사가 되었다. 이덕형(李德馨)의 한음문고를 저술하였다.

### 녕천 이씨
녕천 이씨(寧川 李氏)의 시조 이능간(李凌幹)은 호(號)가 송헌(松軒)으로, 1320년(충숙왕 7)에 반전별감(盤纏別監)으로서 원나라가 상왕(上王)인 충선왕을 토번지역에 유배시킬 때 호종하였으며, 뒤에 상왕이 훙(薨)하자 재궁(梓宮)을 모시고 고려로 돌아왔다. 1326년(충숙왕 13)에 원나라가 고려에 성(省)을 두려고 하는 일이 일어나자 지밀직사(知密直司)로 원황제에게 중지할 것을 주청하여 그것이 받아들여졌다. 그 공으로 1등 공신에 책록되었고, 사람들로부터 면좌당(免左堂)이라는 액호(額號)를 받았다. 1332년(충혜왕 2)에는 문하시중(門下侍中)으로 있으면서 조적(曺頔)의 난을 평정하는 데에 공을 세워 공신이 되고 녕천부원군(寧川府院君)에 봉해졌다. 녕천은 현재 전라북도 임실군 지사면 영천리 일대이다.

### 단양 이씨
단양 이씨(丹陽 李氏)의 시조는 고려 태조(재위, 918∼943) 때 삼중대광 문하시중에 역임한 이배환(李盃煥)이다. 15세손 이무(李茂)가 참찬문하부사로서 조선 제1차 왕자의 난에 이방원(李芳遠)을 도와, 단산부원군(丹山府院君, 단양의 고호)에 봉해졌다.

### 담양 이씨
담양 이씨(潭陽李氏) 시조 이덕명(李德明)은 백제 때 신평호장(新平戶長)을 지낸 신평 이씨 이인수(李仁壽)의 후손으로 전한다. 이덕명은 고려 인종 때 문하시중(門下侍中)을 역임하고 담양군(潭陽君)에 봉해졌다. 시호는 문간(文簡)이다.

### 벽진 이씨
벽진 이씨(碧珍 李氏) 시조 이총언(李悤言, 858년 ~ 938년)이 신라 말에 벽진군(碧珍郡)을 수비했는데, 아들 영(永)을 보내어 왕건을 도와 후백제와의 전쟁에 참여하도록 하자 왕건이 고맙게 여겨 대광(大匡) 사도귀(思道貴)의 딸을 영의 아내로 삼아주며 그를 벽진군장군에 임명하였다.

### 부평 이씨
부평 이씨(富平李氏) 시조(始祖) 이희목(李希穆)의 증손(曾孫) 이정공(李靖恭)이 과거에 급제하여 1059년(문종 13) 지남원부사(知南原府使) 시예부원외랑(試禮部員外郎)으로서 『삼례도(三禮圖)』 54판(板)과 『손경자서(孫卿子書)』 92판을 새겼으며, 1086년(고려 선종 3년) 문하시중(門下侍中) 판상서이부사(判上書吏部事)로 치사하였다.

### 서천 이씨
서천 이씨(舒川李氏) 시조 이익존(李益存)이 고려시대에 익찬선위정원공신(翊贊宣威定遠功臣) 흥록대부(興祿大夫) 호부상서(戶部尙書)에 올랐다고 한다. 이익존의 18세손 이세공(李世公)이 고려의 공신이 되어서 서림군(西林君)에 봉해졌고, 20세손 이언충(李彦忠)도 서주군(西州君)에 봉해졌다고 한다. 서림 이씨(西林李氏)라고도 한다.

### 성산 이씨
성산 이씨(星山 李氏)의 시조는 신라 말기의 호족 이능일(李能一)이다. 고려 건국에 수훈을 세웠으며, 고려 태조(918∼943)의 딸인 정순궁주와 결혼하여 부마가 되고 벼슬은 사공(司空)에 이르렀다. 후에 성산백(성산군)에 추봉되었다.

### 수안 이씨
수안 이씨(遂安 李氏)의 시조는 고려 태조(918∼943)를 따라 견훤(甄萱)을 토평하여 벽상공신에 오른 이견웅(李堅雄)이다. 13세손 이연송(李連松)이 수안군에 봉해졌다.

### 신평 이씨
신평 이씨(新平李氏) 초조(初祖)는 이인수(李仁壽)는 백제 때 신평호장(新平戶長)을 지냈다. 이인수에게 아우가 둘이 있었는데 이주(李珠)는 백제의 공신으로 신평공(新平公)에 봉해졌으며 이석덕(李碩德)은 신라의 아찬 벼슬을 하였다고 한다.
신평이씨(新平李氏)의 일세조(一世祖) 이덕명(李德明)은 백제 때 신평호장을 지낸 이인수(李仁壽)의 후손으로 고려에서 문하시랑(門下侍郞) 평장사(平章事)를 지냈다. 시호는 문간(文簡)이다. 이덕명의 묘소는 충청남도 당진시 송악면 오곡리에 있다.

### 양산 이씨
이천일(李天一)을 원조(遠祖)로 하고 이백령(李栢齡)을 시조로 하며 이성(李晟)을 입향조로 하는 경상북도 영천 지역의 세거 성씨. 경상북도 영천시 화남면 사천리에 현재에도 후손들이 집성촌을 이루며 세거하고 있다.
공주 이씨와 동원으로 양산 이씨(陽山 李氏)는 공주 이씨의 31세 이백령에서 분파, 마찬가지로 수원 이씨는 공주 이씨의 34세 이자송에서 분파하여 세 성씨가 같은 동원이다.
주의*경상남도 양산시를 본관으로 하고 있는 같은 이름의 양산 이씨(梁山 李氏)와는 다른 성씨이다.

### 여강 이씨
여강 이씨(驪江 李氏)의 시조는 고려 향공진사 이세정(李世禎)이고, 그 중시조는 조선시대 최고 정치가의 영예인 종묘와 최고 유학자의 영예인 문묘에 동시에 배향된 6현 중 하나인 문원공(文元公) 좌찬성 증 영의정 이언적(李彦迪, 1491-1553)이다. 주요 세거지는 유네스코(UNESCO) 세계문화유산인 경상북도 경주 양동마을이다. 이언적 계열인 양동마을 양동파 및 옥산파 포함 6지파, 비 이언적 계열인 9지파를 포함해 총 15파가 있다.

### 여주 이씨
여주 이씨(驪州李氏)는 경기도 여주시를 본관으로 한다. 시조가 다른 3파가 있다. 이인덕(李仁德)을 시조로 받드는 교위공파(校尉公派), 이은백(李殷伯)을 시조로 하고 이규보(李奎報)를 중시조로 모시는 문순공파(文順公派), 이세정(李世貞)을 시조로 하는 경주파(慶州派)이다.

### 영천 이씨
영천 이씨(永川 李氏)의 시조는 고려의 평장사 이문한(李文漢)이며, 그의 후손인 신호위대장군 이대영(李大榮), 봉승랑(奉承郞) 겸 관농방어사(觀農防禦使) 이중영(李仲榮), 문하시중평장사 이수춘(李守椿)을 각각 중시조로 하는 파가 있다.

### 용인 이씨
용인 이씨(龍仁李氏)의 시조 이길권(李吉卷)은 용구(龍駒)의 토호(土豪)로서 고려조(高麗朝)에 삼한벽상공신(三韓壁上功臣) 삼중대광(三重大匡) 태사(太師)에 책록되었고, 구성백(駒城伯)에 봉해졌다.
14세손 이중인(李重仁) 선대 산소들이 모두 실전되었고, 이중인의 아들 이사위(李士渭)가 공민왕조에 과거에 급제하여 개성 유후(開城留後)에 이르자, 홍복도감 판관(弘福都監判官) 이중인(李中仁)을 중시조로 한다.

### 용천 이씨
용천 이씨(龍川 李氏)의 시조는 이밀(李密)이다. 그는 고려 초기에 도등고(都登庫) 판관(判官)을 역임했다고 한다. 룡천(龍川, 龙川)은 평안북도 북서부에 속한 지명으로 중국 단둥 맞은편 국경 지역이다.

### 우봉 이씨
우봉 이씨(牛峰 李氏)의 선계는 이두창(李頭昌)이며, 시조는 이공정(李公靖)이다. 그는 고려 명종(재위, 1170년~1197) 때 잠성부원군(岑城府院君, 우봉의 별칭)에 녹훈되었다. 유명인물로는 매국노이완용(李完用)이 있다.

### 익산 이씨
익산 이씨(益山 李氏)의 시조 이문진(李文眞)은 고구려 영양왕(재위, 590∼618) 때 고구려에서 태학박사(太學博士), 문부전서(文部典書), 오경박사(五經博士)를 역임하고, 백제 공주와 결혼하여 익주(益州, 익산시)을 식읍으로 받았다. 이후 세보가 실전되어 고려 태조 때 이의(李誼)를 중시조로 하고 있다.

### 전의 이씨
전의 이씨(全義 李氏)의 시조는 이도(李棹)이다. 그는 고려 태조(918∼943)가 후백제를 정벌할 때 금강이 범람되어, 진군을 멈추게 되자 도강책(渡江策)을 지휘하는 공을 세워 전산후(全山侯, 전의의 고호)에 봉해졌다. 후손들이 전의(全義)를 본관으로 하였다.

### 진보 이씨
진보 이씨(眞寶李氏)의 시조 이석(李碩)은 고려 충렬왕 때 진보현리(眞寶縣吏)로 있다가 생원시(生員試)에 합격하였다. 인물로는 퇴계 이황이 있다.

### 창녕 이씨
창녕 이씨(昌寧 李氏)의 시조는 고려 충선왕 때 과거에 급제하고, 예의판서(禮儀判書)를 거쳐 창산(昌山)군에 봉해진 이정현(李正賢)이며, 인물로는 임진왜란 때 의병을 조직하여 공을 세운 이대임(李大任)이 있다.

### 청주 이씨
청주 이씨(清州 李氏)의 시조는 고려 태조(918∼943) 때 공신으로, 벽상삼한삼중대광태사에 오른 이능희(李能希)이다. 이백강(李伯剛)은 조선 태종 때 대장군이 되어 대광보국숭록대부에 올랐다.

### 학성 이씨
학성 이씨(鶴城 李氏) 시조 이예(李藝)는 울산의 기관(記官)이었는데, 1396년(조선 태조 5) 왜적에게 잡혀간 지울산군사 이은(李殷) 등을 시종한 공으로 아전의 역에서 면제되고 벼슬을 받았다. 여러 차례 통신사가 되어 일본에 왕래하였고, 대마주체찰사(對馬州體察使)와 동지중추원사(同知中樞院事)에 이르렀다. 시호는 충숙(忠肅)이다. 2015년 인구는 16,460명이다.

### 한산 이씨
한산 이씨(韓山 李氏)는 충청남도 서천군 한산면 (서천군) 시조는 둘로 나뉘며 호장공계의 이윤경(李允卿) 권지공계의 이윤우(李允佑)가 있다. 이윤경은 고려 충숙왕 때 원자라에 가서 과거 급제. 한림 국사원검열을 지내다 충목왕 때 돌아와 정당문학과 도첨의찬성사에 올라 한산군에 봉해진 이곡의 5대조이다. 이윤우는 충렬왕 때 광정대부 도첨의 참리상호군 검교대장군에 오르고 역시 한산군에 봉해진 이무의 3대조이다.

### 함평 이씨
함평 이씨(咸平 李氏)의 시조는 고려 태조(918~943) 때의 신무위대장군(神武衞大將軍)을 지냈고 후에 함풍군(咸豐君)에 봉해진 이언(李彦)이다. 《정묘보(丁卯譜)》 세록(世錄)편에 의하면 시조공(始祖公) 이언이 함풍군에 봉해져 자손들이 크게 번성하여 성향(姓鄕)이 되었다고 하였다. 그 뒤 4세손 이순지(李順之)는 고려조에서 검교(檢校) 흥위위대장군(興威衞大將軍)을 지냈고, 이어 그의 큰 아들 이림(李琳)은 문과에 급제하여 상의원직장동정(尙衣院直長同正)을 지냈다. 그 후 후손들이 크게 번성하여 함평 이씨의 대종(大宗)을 형성하였다. 이순지의 둘째 아들 이광봉(李光逢)은 충숙왕 때 삼한벽상(三韓壁上) 삼중대광(三重大匡) 보국숭록대부(輔國崇祿大夫) 좌명공신(佐命功臣)에 녹훈되고 함풍부원군(咸豐府院君)에 봉해졌다. 이후 조선시대에 함풍(咸豐)과 모평(牟平) 두 현을 합하여 함평(咸平)으로 고쳤는데, 그 후손들이 함평을 관향으로 삼아 일파를 이루고 있다.

### 해남 이씨
해남 이씨(海南 李氏)의 시조 이지형(李之亨)은 고려(高麗) 때 태자소경(太子少卿)을 지냈다. 후손들이 해남에 정착하여 세거하면서 본관을 해남(海南)으로 하였다.

### 홍주 이씨
홍주 이씨(洪州 李氏)의 시조는 고려 시대의 무인 이유성(李維城, ? ~ 1215년)이다. 후손들의 본관이 '안평 이씨'(安平 李氏)로도 잘못 불렸으나, 현재는 거의 대부분 홍주 이씨로 고쳐진 상태이다. 본관인 홍주는 충청남도 홍성의 옛 이름이다.

## 같이 보기
- 리 (중국 성씨)